# Juliusz Kubel
Juliusz Kubel (ur. 10 maja 1949 w Poznaniu) – polski publicysta, reżyser, scenarzysta, samorządowiec, poznański pisarz regionalny, popularyzator gwary poznańskiej.

## Życiorys
Absolwent IX Liceum Ogólnokształcącego im. Karola Libelta w Poznaniu oraz filologii polskiej na Uniwersytecie im. Adama Mickiewicza (1977). Uzyskał też w 1979 dyplom scenarzysty w Zaocznym Wyższym Zawodowym Studium Scenariuszowym przy Państwowej Wyższej Szkole Filmowej, Telewizyjnej i Teatralnej im. Leona Schillera w Łodzi i Przedsiębiorstwie Realizacji Filmów „Zespoły Filmowe” w Warszawie.
Od 1968 do 1990 był pracownikiem poznańskiego oddziału Radiokomitetu, w 1980 organizował zakładowe struktury „Solidarności”. Pracował następnie jako dziennikarz „Gazety Poznańskiej”. W latach 1994–1995 był redaktorem naczelnym Radia Obywatelskiego. Później zajął się działalnością publicystyczną, analityczną i prowadzeniem wykładów na uczelniach niepublicznych.
Jest autorem m.in. piosenek, opowiadań i słuchowisk radiowych oraz wydawanych w formie książkowej i wielokrotnie wznawianych monologów radiowych (Blubry Starego Marycha, Blubry Heli przy niedzieli). Jest także pomysłodawcą i reżyserem – wyprodukowanego przez Radio Merkury – serialu słuchowiskowego Nasza mała szarpanina, w którym był autorem scenariusza co drugiego z ponad 250 odcinków, pisanych na zmianę z Janem Zamojskim. W 2015 przełożył na gwarę poznańską Małego Księcia, nadając mu tytuł Książę Szaranek.
W wyborach samorządowych w 2006 i 2010 z listy Platformy Obywatelskiej uzyskiwał mandat radnego poznańskiej rady miasta. Był inicjatorem stworzenia Pomnika Starego Marycha. Został także wiceprezesem Towarzystwa Bambrów Poznańskich.
W 2008 otrzymał od Rady Języka Polskiego tytuł „Honorowego Ambasadora Polszczyzny”.

## Wybrane publikacje
- Blubry Heli przy niedzieli, Harbor Point Media Rodzina, Poznań 2007.
- Blubry starego Marycha, Krajowa Agencja Wydawnicza, Poznań 1987.